# Campionati del mondo di ciclismo su pista 2017 - 500 metri a cronometro
La 500 metri a cronometro ai Campionati del mondo di ciclismo su pista 2017 si è svolta il 15 aprile 2017.

## Podio
| Pos.    | Atleta            | Nazionalità | Tempo   |
| ------- | ----------------- | ----------- | ------- |
| Oro     | Daria Shmeleva    | Russia      | 33'282" |
| Argento | Miriam Welte      | Germania    | +0.100  |
| Bronzo  | Anastasia Voynova | Russia      | +0.172  |

## Risultati

### Qualificazioni
I migliori otto tempi si qualificano per la finale.
| Posizione | Atleta              | Nazione       | Tempo  | Gap    | Note |
| --------- | ------------------- | ------------- | ------ | ------ | ---- |
| 1         | Anastasia Voynova   | Russia        | 33.325 |        | Q    |
| 2         | Daria Shmeleva      | Russia        | 33.419 | +0.094 | Q    |
| 3         | Miriam Welte        | Germania      | 33.450 | +0.125 | Q    |
| 4         | Lee Wai Sze         | Hong Kong     | 33.647 | +0.322 | Q    |
| 5         | Pauline Grabosch    | Germania      | 33.732 | +0.407 | Q    |
| 6         | Martha Bayona       | Colombia      | 34.153 | +0.828 | Q    |
| 7         | Tania Calvo         | Spagna        | 34.209 | +0.884 | Q    |
| 8         | Laurine van Riessen | Paesi Bassi   | 34.276 | +0.951 | Q    |
| 9         | Kyra Lamberink      | Paesi Bassi   | 34.329 | +1.004 |      |
| 10        | Jessica Salazar     | Messico       | 34.331 | +1.006 |      |
| 11        | Olena Starikova     | Ucraina       | 34.337 | +1.012 |      |
| 12        | Natasha Hansen      | Nuova Zelanda | 34.375 | +1.050 |      |
| 13        | Katy Marchant       | Gran Bretagna | 34.659 | +1.334 |      |
| 14        | Helena Casas        | Spagna        | 34.693 | +1.368 |      |
| 15        | Juliana Gaviria     | Colombia      | 34.774 | +1.449 |      |
| 16        | Miriam Vece         | Italia        | 34.822 | +1.497 |      |
| 17        | Miglė Marozaitė     | Lituania      | 34.859 | +1.534 |      |
| 18        | Yuli Verdugo        | Messico       | 34.975 | +1.650 |      |
| 19        | Tatiana Kiseleva    | Russia        | 35.638 | +2.313 |      |
| 20        | Deborah Herold      | India         | 35.841 | +2.516 |      |
| 21        | Ma Wing Yu          | Hong Kong     | 37.128 | +3.803 |      |

### Finale
| Posizione | Nome                | Nazione     | Tempo  | Gap    |
| --------- | ------------------- | ----------- | ------ | ------ |
| 1         | Daria Shmeleva      | Russia      | 33.282 |        |
| 2         | Miriam Welte        | Germania    | 33.382 | +0.100 |
| 3         | Anastasia Voynova   | Russia      | 33.454 | +0.172 |
| 4         | Lee Wai Sze         | Hong Kong   | 33.723 | +0.441 |
| 5         | Pauline Grabosch    | Germania    | 33.855 | +0.573 |
| 6         | Martha Bayona       | Colombia    | 34.291 | +1.009 |
| 7         | Tania Calvo         | Spagna      | 34.489 | +1.207 |
| 8         | Laurine van Riessen | Paesi Bassi | 34.526 | +1.244 |